# Diga di Mumcular
La diga di Mumcular è una diga della Turchia. Si trova nella provincia di Muğla.